# Schwarzenbek
Schwarzenbek é uma cidade da Alemanha localizada no distrito de Lauenburg, estado de Schleswig-Holstein.
A cidade de Schwarzenbek é a sede do Amt de Schwarzenbek-Land, porém, não é membro.